# Torrevecchia Teatina
Torrevecchia Teatina är en ort och kommun i provinsen Chieti i regionen Abruzzo i Italien. Kommunen hade 4 221 invånare (2018).